# Cavall bretó
El cavall bretó és una raça de cavall de tir. Va ser desenvolupat a la Bretanya, una regió del nord-oest de França, de població nadiua ancestral que es remunta a milers d'anys. El cavall bretó va ser creat a través del mestissatge de moltes races europees i orientals. El 1909, un llibre d'orígens va ser creat, i el 1951 el llibre va ser oficialment tancat. La raça és sovint de color castany, i és fort i musculós. Hi ha tres subtipus diferents de la raça bretona, totes provinents d'una àrea diferent de la Bretanya. El bretó corlay és el tipus més petit, i s'utilitza generalment per al projecte de llum i en el treball de cadira. El bretó postier s'utilitza per a l'arreu i el treball agrícola de llum. El bretó pesat és el més gran dels subtipus, i s'utilitza generalment per al treball més difícil. S'ha utilitzat en les capacitats militars i agrícoles. El cavall bretó s'ha utilitzat per millorar i crear moltes races, a més de ser criats per produir mules.

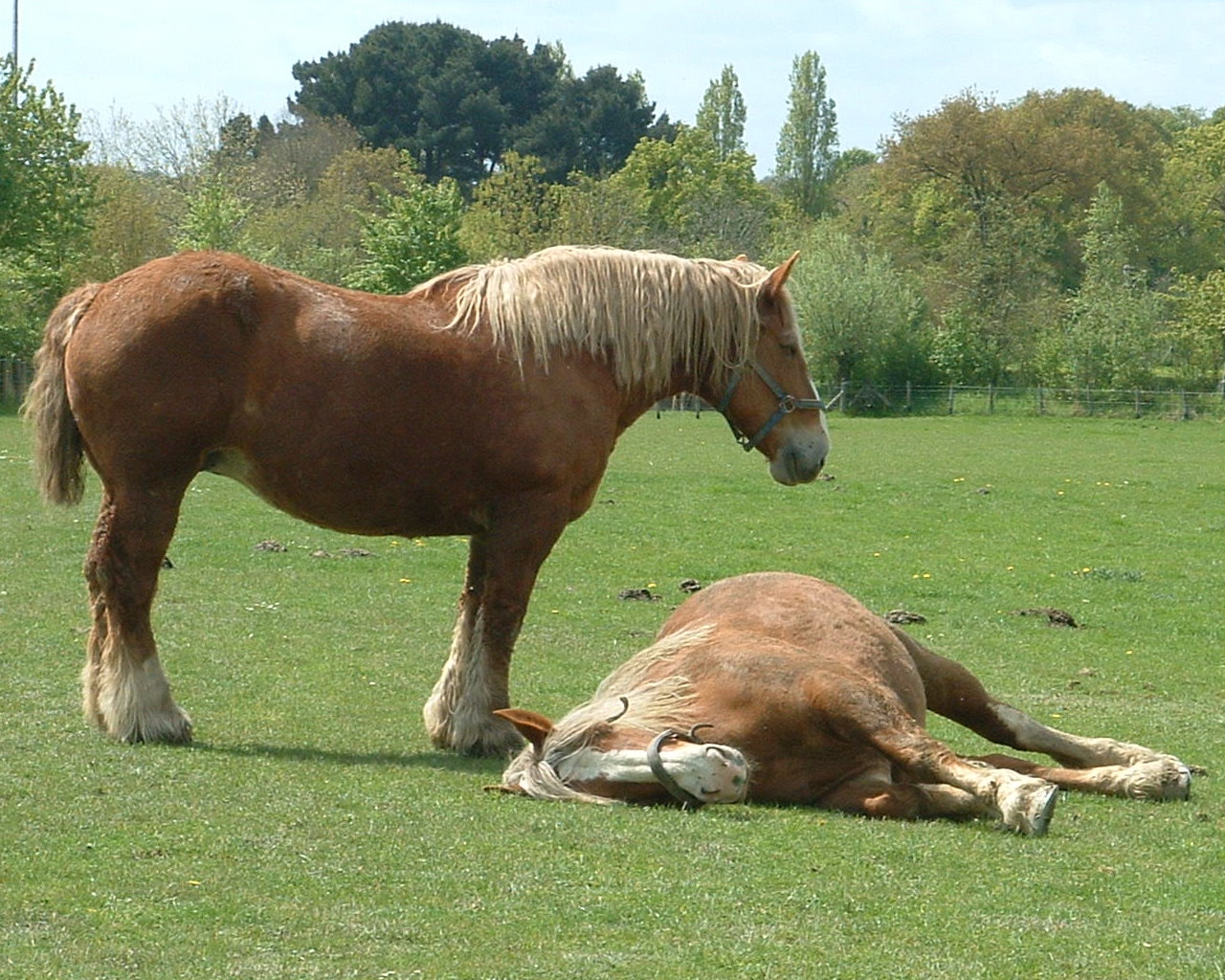
Cavall bretó

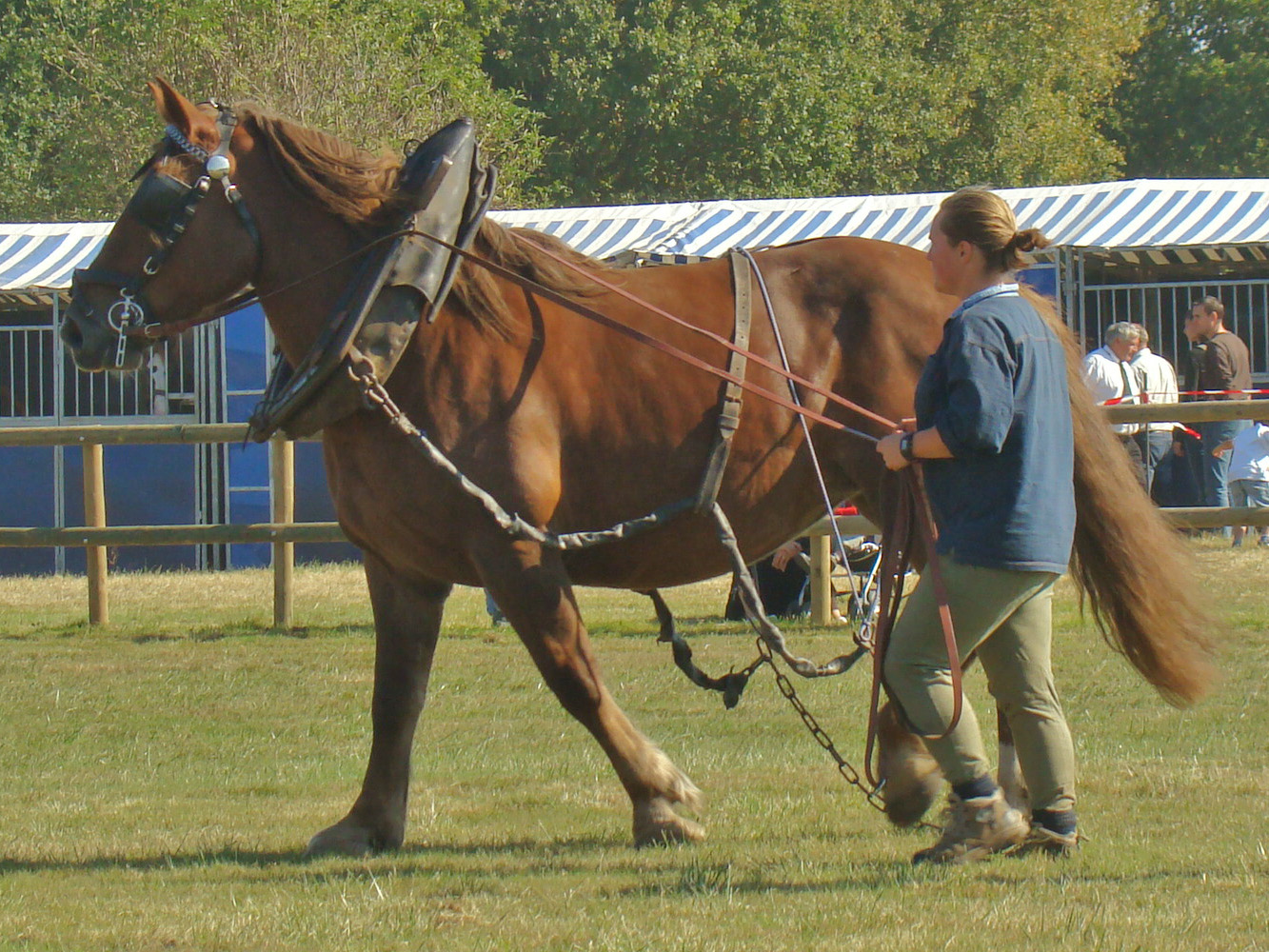
Cavall bretó amb arreu

El cavall bretó fa generalment 1,58 metres, però pot variar des d'1,55 a 1,63 metres, depenent del tipus. En general és de color castany, sovint amb una cabellera rossa, però també pot ser gris, vermell o blau ruà. La raça té un cap ben proporcionat de volum mitjà, amb un perfil recte i amb un coll fort i curt, ben posat a la creu, i molt musculat. L'espatlla és llarga i inclinada, el pit és ample i musculós, el dors és curt i ample, i la gropa té pendent. Les potes són curtes, però de gran abast, amb les juntes generals i les peülles ben formades. Les potes estan emplomallades.